# Mangiennes
Mangiennes település Franciaországban, Meuse megyében. Lakosainak száma 401 fő (2022. január 1.). Mangiennes Azannes-et-Soumazannes, Billy-sous-Mangiennes, Pillon, Romagne-sous-les-Côtes, Saint-Laurent-sur-Othain és Villers-lès-Mangiennes községekkel határos.

## Népesség
A település népességének változása:
| Lakosok száma | 458  | 359  | 348  | 384  | 391  | 396  | 395  | 400  | 406  | 401  |
|               | 1968 | 1982 | 1990 | 2006 | 2013 | 2015 | 2017 | 2019 | 2020 | 2022 |